# Љубанић
Љубанић (патроним са значењем „син Љубана”) је српско презиме. Припада категорији презимена са завршетком -ић. Највише је заступљено у Србији и Републици Српској (БиХ). До рата 1992—1995 значајан број Љубанића је живео у Копјеници на обронцима Грмеча, али су се после рата раселили по Србији и Републици Српској. Друга аутохтона локација на којој се ово презиме бројније појављује је Богатић код Шапца, а у новије време и Нови Сад, Јагодина, Бања Лука итд. Љубанићи углавном славе Светог Ђорђа.